# Corydalis ussuriensis
Corydalis ussuriensis är en vallmoväxtart som beskrevs av Aparina. Corydalis ussuriensis ingår i släktet nunneörter, och familjen vallmoväxter. Inga underarter finns listade i Catalogue of Life.